# Mostra internazionale di musica leggera 1969
La quinta edizione della Mostra internazionale di musica leggera si tenne a Venezia nel settembre 1969.
Vennero assegnate due Gondole d'Oro: per la gara vinse il gruppo dei Vanilla Fudge con Some velvet morning mentre per le vendite se lo aggiudicò Georges Moustaki con Lo straniero. Tra le Nuove proposte, la Gondola d'Argento la vinse Rosanna Fratello con la canzone Non sono Maddalena. Tra gli altri cantanti, da segnalare la prima partecipazione di Franco Battiato, con il brano Sembrava una serata come tante.

## Classifica
- 1º posto – Vanilla Fudge con Some velvet morning – 844 punti – "Gondola d'Oro" per la gara
- 2º posto – Nino Ferrer con Agata – 834 punti
- 3º posto – Georges Moustaki con Lo straniero – 821 punti – "Gondola d'Oro" per le vendite
- 4º posto – Ornella Vanoni con Mi sono innamorata di te – 774 punti
- 5º posto – Marisa Sannia con Una lacrima – 740 punti
- 6º posto – Dalida con Oh Lady Mary – 711 punti
- 7º posto – Nada con Che male fa la gelosia – 709 punti
- 8º posto – Roberto Carlos con Io dissi addio – 707 punti
- 9º posto – Little Tony con Non è una festa – 694 punti
- 10º posto – Johnny Halliday con Quanto t'amo – 690 punti[1]

## Altri partecipanti
- Wallace Collection con Fly me to the earth
- Gigliola Cinquetti con Liverpool
- Domenico Modugno con Ricordando con tenerezza
- Carmen Villani con Se (Yes)
- Riccardo Del Turco con Geloso
- Iva Zanicchi con Che vuoi che sia
- Bobby Solo con Aufwiedersehen Madaleine
- Milva con Se piangere dovrò
- Charles Aznavour con Oramai
- Michel Polnareff con Un amore fa
- Rosanna Fratello con Non sono Maddalena - "Gondola d'Argento"
- Franco Battiato con Sembrava una serata come tante
- Marcella con Bocca dolce
- Ida Nola con Grande amore
- I Domodossola con Amori miei
- Mau Cristiani con Le tue lettere
- Emy Cesaroni con Uragano
- Barbara con Dopo la pioggia
- Rosalba Archilletti con Giallo giallo autunno
- Farida con Vedrai vedrai